# Aphropsis nigrina
Aphropsis nigrina är en insektsart som beskrevs av Jacobi 1944. Aphropsis nigrina ingår i släktet Aphropsis och familjen spottstritar. Inga underarter finns listade i Catalogue of Life.